# Dušan Mašić
Hadži Dušan Mašić (Sombor, 9. marta 1935 — Sombor, 2008) bio је srpski akademski vajar, grafičar i slikar.

## Biografija
Rođen je u Somboru, osnovnu i učiteljsku školu završio u Somboru, Višu pedagošku školu u Novom Sadu gde je i diplomirao na Akademiji umetnosti. Izlagao na 52 samostalne i više grupnih izložbi, učestvovao u radu 13 umetničkih kolonija na prostoru SFRJ, član je ULUS-a AIAP, donator legata Muzeju grada Sombora. Svoj ekspresionistički doživljaj izrazio kroz ciklis "Ranjene ptica", "Grožnjanski dragulji", "Meditacije" i "Identifikacije". Upokojen je 2008. godine.
Njegovi radovi sa svojim metaforičkim grafikama i arhitektonskim crtežima obišli su svet od Sombora, Ečke, diljem Evrope do dalekog Japana.

## Spoljašnje veze
- Poklon vajara Hadži Dušana Mašića somborskom muzeju